# گمینا سواواتچه
گمینا سواواتچه (به لهستانی:  Gmina Sławatycze) یک گمینا در لهستان است که در شهرستان بیاوا پودلاسکا واقع شده‌است. گمینا سواواتچه ۷۱٫۷۱ کیلومتر مربع مساحت و ۲٬۴۱۵ نفر جمعیت دارد.